# Bactrocera neocheesmanae
Bactrocera neocheesmanae är en tvåvingeart som beskrevs av Drew 1989. Bactrocera neocheesmanae ingår i släktet Bactrocera och familjen borrflugor. Inga underarter finns listade.